# Pseudocallulops eurydactylus
Espèce
Synonymes
- Phrynomantis eurydactyla Zweifel, 1972
- Callulops eurydactyla (Zweifel, 1972)

Statut de conservation UICN

 DD  : Données insuffisantes
Pseudocallulops eurydactylus est une espèce d'amphibiens de la famille des Microhylidae.

## Répartition
Cette espèce est endémique de Nouvelle-Guinée. Elle se rencontre entre 1 460 et1 600 m d'altitude de la péninsule Onin, dans la province indonésienne de Papouasie en Nouvelle-Guinée occidentale aux Star Mountains, dans la Province ouest en Papouasie-Nouvelle-Guinée.

## Publication originale
- Zweifel, 1972 : Results of the Archbold Expeditions No. 97. A revision of the frogs of the subfamily Asterophryinae, family Microhylidae. Bulletin of the American Museum of Natural History, vol. 148, p. 411-546 (texte intégral).